# Colonia
A colonia a Római Birodalom teljes római polgárjoggal rendelkező - római jogú - telepesei által alapított város volt, később ez számított a legmagasabb rangú településnek a municipium és az egyéb települések előtt. Általában stratégiai pontokon alapították őket, a kereskedelem, utak, vagy más települések, bizonyos vidékek ellenőrzése céljából. Lakói római polgárjogukat megtartották, részt vehettek a római közéletben is, de saját városuk polgárai is lettek önkormányzattal, ahol római mintára hozták létre közigazgatási intézményeiket. A római colonia ilyen módon inkább a görög klérukhia, mint apoikia (gyarmatváros) analógiája volt.
Itália meghódítása után a colonia-alapítás elsődleges célja a földműves-réteg erősítése lett. A pun háborúk pusztításai miatt sok paraszt elvesztette a földjét és Rómába áramlott. A Gracchusok a nekik való földosztással igyekeztek a problémát orvosolni. Később a kiszolgált katonáknak juttattak földet, így jöttek létre az úgynevezett katonagyarmatok (coloniae militares). A császárkorban a katonagyarmatok létesítését a császár rendelte el. Idővel - a római polgárjognak Caracalla által az egész birodalomra való kiterjesztése után - a colonia egyszerűen ranggá vált, településeket elő lehetett ide léptetni,

## Intézmények
A coloniák vezető rétegét a senatorok helyi megfelelője a decuriók alkották. Ők alkották a városi tanácsot, megbízatásuk általában élethossziglan szólt. A város élén a decuriók közül consulok mintájára választott két polgármester a duumvirek álltak, alattuk a városi aedilisekkel és városi quaestorokkal.